# Mount Abbott, British Columbia
Mount Abbott är ett berg i Kanada.   Det ligger i provinsen British Columbia, i den centrala delen av landet, 3 100 km väster om huvudstaden Ottawa. Toppen på Mount Abbott är 2 465 meter över havet.
Terrängen runt Mount Abbott är huvudsakligen bergig.Trakten runt Mount Abbott är nära nog obefolkad, med mindre än två invånare per kvadratkilometer.. 
Trakten runt Mount Abbott består i huvudsak av gräsmarker.